# Purushilá
Purushilá es un caserío de Guatemala, ubicado en la jurisdicción de Municipal de Santa Ana del Departamento de Petén. 

## Purushilá
El Caserío de Purushilá está ubicado en la jurisdicción Municipal de Santa Ana del Departamento de Petén. La comunidad está integrada por varias familias procedentes de diferentes lugares del país. Son personas de escasos recursos económicos que posiblemente se radicaron aquí por la proximidad al área Central y la facilidad de adquirir tierra y poder sobrevivir así de la agricultura.

### Vía de acceso
De la Cabecera Municipal al cruce hay 3 km de asfalto, de allí a la comunidad de Purushilá hay 5 km de terrecería y de Santa Ana a Purushilá hay 12 km . Hay una camioneta que sale a las 5 de la mañana de Santa Elena, y regresa a la 13:00, esa es la única forma en que se transportan los habitantes que no cuentan con automóvil propio. Entre los habitantes hay personas que se transportan por carro, motocicleta, caballo y bicicleta.

### Colindancias
Los municipios que colindan con el Caserío de Purushilá son:
Norte: Municipio de Flores
Sur: Municipio de Santa Ana
Este: Aldea de Paxcamán, Municipio de Flores
Oeste: Municipio de San Francisco

### Población total
190 familias, con un total de 916 habitantes.

### Grupos étnicos que forman la población
(Por familias, no por número de personas)
- Ladino: 110; 58%.
- Pocomchí: 20; 11%
- Queqchí: 56; 29%
- Rabinal-Achí: 4. 2%

- Total: 190 (100,0%).

## Historia
Purushilá que quiere decir agua de hute, ya que entonces existía un cibal que tenía jute, posteriormente fue de Don Reginaldo Gómez quien le compró Don José Max.
Nos cuenta Don José Max y la esposa Doña Adelina Cucul, oriundos de Cobán de los grupos étnicos, Pocomchiy queqchí respectivamente que cuando ellos se trasladaron a vivir el caserío Purushilá ya se encontraban Don Rigoberto Jiménez (Mexicanos) y su esposa Doña Antonia (Mostragana), Don Pedro Ron y su esposa Matilde Paau, oriundos de Cobán Grupo étnico queqchí, sigue contando que posteriormente se establecieron en la comunidad Don Serapio Coy y su esposa Emilia Coy, así como Don Santiago Tun y su esposa Doña Antonia Chi, también oriundos de Cobán y del grupo étnico queqchí, en aquel entonces la única familia que hablaba español era la de Don Rigobeto Jiménez.
En ese entonces solo se llegaba por camino vecinal. En el año de 1948 llega a Petén la ruta militar que inicia la red vial de Petén a cargo del Coronel Oliverio Casasolas. En 1959 se fundó el FIDEP, que hizo la carretera balastrada que conduce a cadenas, pasando por Purushilá.
Actualmente el Caserío de Purushilá cuenta con escuelas primaria, red de distribución de agua, escuela de párvulos, comité y un alcalde auxiliar con 8 colaboradores.

## Economía
La agricultura es la fuente principal de la economía, orientada hacia el maíz, frijol, tomate, ocle, yuca, macal. Pocas personas trabajan en la ganadería, aunque tratan de salir adelante y hay algunas personas que laboran en área central devengando un sueldo para poder cubrir los gastos de su familia.

## Sitios arqueológicos
En esta comunidad se encuentra una cueva que tiene de profundidad aproximadamente 35 m, según versiones cuentan que tiene una salida que viene dar por campo de fútbol, también cuentan que un turista estuvo cinco días en la cueva. Esta cueva se encuentra a orillas de la comunidad y se localiza a una cuadra de la Iglesia del Camino Bíblico.

### Fiestas patronales
Su fiesta patronal se celebra el 13 de junio en honor de San Antonio de Padua, destacando las tradiciones propiamente de la comunidad como procesiones que destacan la imagen del patrono de San Antonio, en cual se celebra una misa solemne en honor al santo patrono, como también el grupo étnico queqchì se lleva a cabo una práctica ancestral llamada "Maya Hab".

## Educación
La comunidad de Purushilá cuenta con una escuelita de párvulos (Nivel pre-primaria) que presta sus servicios en horario matutino,los padres de familia gozan de este servicio porque niños reciben una educación adecuada. 
Cuenta con escuela primaria que es la Escuela Rural Mixta que actualmente ocupan los estudiantes del nivel Primaria con número de 226 estudiantes una directora y 11 maestros.
Telesecundaria: Este Nivel funciona en las instalaciones de la escuela del Nivel Primario, durante el año hay 14 alumnos en primero básico y 18 alumnos en segundo básico (Año 2010).

## Religión
Iglesia Católica: Carismáticos (iglesia ecuménica renovada).
Iglesias Evangélicas: Asamblea de Dios, Príncipe de Paz, Profecía Universal, Camino Bíblico, Iglesia de Dios Evangelio Completo, Pentecostés de América.

### Fauna
Nombre común y nombre científico
Coche monte  Daysipus novencitus[cita requerida]

Venado de cola blanca Odocoileus virginianus

Loro cabeza Roja Amazona Tacuazin Didelfhis[cita requerida]

### Flora
- Datos: Q5800082